# Кузовков, Олег Геннадьевич
Оле́г Генна́дьевич Кузовко́в (род. 22 октября 1960, пос. Среднеуральск, Верхнепышминский горсовет, Свердловская область, РСФСР, СССР) — российский художник-мультипликатор, режиссёр, сценарист и оператор. Создатель мультсериала «Маша и Медведь».

## Биография
Родился 22 октября 1960 года в рабочем посёлке Среднеуральске (ныне город) Свердловской области. Учился в Московском институте стали и сплавов, затем — в Геологоразведочном институте, который окончил в 1987 году. С 1988 года начал рисовать мультфильмы. Работал в студии «Пилот». В 1998 году переехал в Лос-Анджелес и работал в «Кинофильме», затем — в студии «Анимаккорд», где появился мультсериал «Маша и Медведь». По словам Кузовкова, вдохновением для «Маши и Медведя» послужил мультсериал «Том и Джерри».
В 1995 году был режиссёром и художником американского анимационного фильма «Люди: Музыкальный праздник», а также ещё над 14 анимационными картинами работал в качестве оператора. Ныне является режиссёром, сценаристом и продюсером мультсериала «Маша и Медведь», режиссёром и продюсером мультсериала «Машкины страшилки» и продюсером мультсериала «Машины сказки».
В июне 2016 года американский журнал Animation Magazine признал Олега Кузовкова инноватором в мировой анимации за работу над мультсериалом «Маша и Медведь».

## Награды
- Премия «Икар» в номинации «Продюсер» (2019)[5].